# Sokoban

Immagine animata con un esempio di gameplay (di una versione non ufficiale) e soluzione completa di un livello

Sokoban (giapponese: 倉庫番 ovvero "custode del magazzino") o Soko-Ban è un videogioco del tipo rompicapo in cui il giocatore spinge delle casse in un labirinto e prova a posizionarle nel luogo assegnato.
Sokoban fu creato nel 1980 da Hiroyuki Imabayashi e pubblicato originariamente per NEC PC-8801 nel 1982 da Thinking Rabbit, una software house di Takarazuka, in Giappone. Sokoban è stato convertito per numerose piattaforme, soprattutto home computer e personal computer. Le versioni per i computer occidentali vennero pubblicate prevalentemente dalla Spectrum HoloByte con il titolo Soko-Ban. Thinking Rabbit ha anche realizzato tre sequel: Boxxle, Sokoban Perfect e Sokoban Revenge.

## Modalità di gioco
Il giocatore controlla un personaggio che si può muovere nelle quattro direzioni all'interno di un'area chiusa vista dall'alto, con forma irregolare e diversa a ogni livello. L'area è idealmente suddivisa in caselle quadrate e il personaggio si muove a scatti da una casella all'altra. Nell'area sono sparse delle casse, in numero variabile a seconda del livello; il personaggio può spingere una cassa spostandosi verso la sua casella, se dietro di essa c'è spazio libero. Solo una cassa alla volta può essere spinta, non più casse in fila, e le casse non possono essere tirate. Alcune caselle, in numero uguale alle casse, sono marcate da segnalini e rappresentano gli obiettivi: per completare un livello bisogna spingere le casse fino a occupare tutte le posizioni indicate. Si può finire facilmente in situazioni senza uscita, ad esempio se si spinge una cassa contro un angolo sarà impossibile spostarla ulteriormente. Almeno in alcune delle versioni è disponibile una funzione di annullamento dell'ultima mossa, ma non delle precedenti. Se si rimane bloccati non resta che arrendersi e ricominciare il livello da capo.

## Varianti di Sokoban
Oltre a una serie di seguiti ufficiali continuata fino agli anni '90, esistono numerosi cloni e imitazioni di Sokoban per ogni genere di piattaforme. Esistono anche versioni per console e per console portatili, inclusi i cellulari. Anche il videogioco NetHack contiene una serie di livelli simili a labirinti che riproducono il gioco Sokoban.
Molti puzzle possono essere considerati varianti di Sokoban, nel senso che presentano un personaggio controllabile che spinge le casse dentro un labirinto.
- Scatole alternative: Nel gioco standard, nel labirinto le scatole sono quadrate. Alcune versioni seguono le regole di Sokoban ma usano altre "tessere". Hexoban usa esagoni regolari e Trioban triangoli equilateri.
- Più personaggi: In Multiban il giocatore può guidare più personaggi, passando a comando dall'uno all'altro.
- Obiettivi alternativi: Molte varianti cambiano i requisiti per terminare i livelli. Per esempio, in Block-o-Mania le scatole sono di colori diversi e l'obiettivo consiste nel spingere le casse nello spazio con il colore corrispondente. Sokomind Plus presenta un'idea simile, con casse e le rispettive destinazioni numerati. In Interlock e Sokolor, le casse sono di colori differenti e l'obiettivo non è spingerle in punti fissi, ma muoverle in modo che quelle dello stesso colore siano adiacenti. In CyberBox, ogni livello ha un'uscita, e l'obiettivo è raggiungerla.

Altre caratteristiche si ritrovano ad esempio nei giochi Sokonex, Xsok, Cyberbox e Block-o-Mania, che aggiungono nuovi elementi quali buche, teletrasporti, blocchi in movimento e passaggi a senso unico.